# Зубатый, Филипп
Филипп Зубатый (рум. Filip Zubatîi; род. в селе Парканы, Сорокский район, Молдавская ССР, СССР) — молдавский государственный и политический деятель. Государственный министр ССР Молдова с 5 июня по 27 августа 1991 года. Государственный министр Республики Молдова с 27 августа 1991 по 19 февраля 1992 года.

## Биография
- 5 июня — 27 августа 1991 — Государственный министр ССР Молдова.
- 27 августа 1991 — 19 февраля 1992 — Государственный министр Республики Молдова.
- 19 февраля 1997 — ? — начальник отдела сельского хозяйства и продовольствия Государственной канцелярии Республики Молдова[1].
- 1 марта 2000 — 11 мая 2001 — председатель Национальной кассы социального страхования[2][3].
- начальник управления Института лесных исследований и лесоустройства.

## Награды
- Орден «Трудовая слава» (7 ноября 2014, Республика Молдова) — за долголетний плодотворный труд в органах публичного управления, вклад в повышение эффективности их деятельности и высокий профессионализм[4][5][6].